# Малая Скирла
Малая Скирла — деревня в Кыштовском районе Новосибирской области. Входит в состав Малокрасноярского сельсовета.

## География
Площадь деревни — 90 гектаров.

## История
Основана в 1846 г. В 1928 году состояла из 171 хозяйств, основное население — русские. Центр Мало-Скирловского сельсовета Мало-Красноярского района Барабинского округа Сибирского края.

## Население
| 1926 | 2002 | 2007 | 2010 |
| ---- | ---- | ---- | ---- |
| 1068 | ↘328 | ↘301 | ↘263 |

## Инфраструктура
В деревне по данным на 2007 год функционируют 1 учреждение здравоохранения и 1 учреждение образования.